# NiFi
NiFi (Apache NiFi) — открытое программное обеспечение проекта фонда Apache, предназначенное для организации ETL-процессов в рамках экосистемы Hadoop.
Наименование — акроним от NiagaraFiles — названия программы Агентства национальной безопасности США, на основе которой создан в рамках программы передачи технологий АНБ в 2014 году. Основной разработчик в первые годы — компания Onyara, в 2015 поглощена Hortonworks, которую, в свою очередь поглотила корпорация Cloudera в 2019 году, где по состоянию на 2020-е годы сосредоточена основная активность по развитию и поддержке продукта.
Поддерживает горизонтальное масштабирование для работы в кластерах, безопасность с использованием шифрования TLS, расширяемость (пользователи могут писать свои собственные приложения для расширения его возможностей), реализован пользовательский интерфейс для визуального просмотра и изменения сценариев обработки данных.

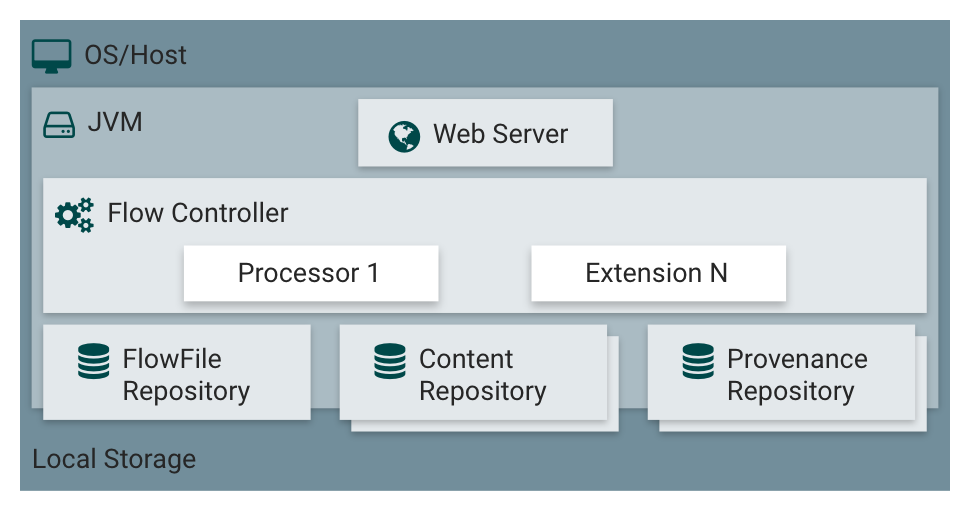
Компоненты NiFi

Все компоненты — серверные Java-программы, запускающиеся под управлением виртуальной машины Java, основные из них:
- веб-сервер — компонент на основе HTTP, используемый для визуального анализа и отслеживания событий;
- контроллер потоков — управляет запуском экземпляров потоков-расширений NiFi и планирует выделение ресурсов для них;
- потоки-расширения — различные плагины, позволяющие NiFi взаимодействовать с различными системами;
- репозиторий FlowFile — хранилище метаданных для поддержания и отслеживания состояния текущего активного потока или информации, перемещаемой между системами;
- репозиторий контента — хранилище передаваемых данных;
- репозиторий провенанса — данные о происхождении данных, проходящих через систему.